# Parado de Valldemossa
Agrupació de balls folklòrics creada el 1925 a Valldemossa (Mallorca) per Bartomeu Estaràs Lladó i altres músics. En pren el nom del més conegut dels seus balls, el Parado de Valldemossa, obra de Bartomeu Calatayud Cerdà.

## Història
L’agrupació té els seus inicis en el grup musical "Lamparillas", creat per Bartomeu Estaràs a Valldemossa durant els anys vint del segle xx. Aquesta formació va ser també l’impulsora de la revista El Eco Lamparil, que es va publicar entre 1925 i 1931. Tant Lamparillas com el Parado s’inscriuen dins l’efervescència cultural que es va viure durant la primera meitat del segle al voltant de l'Hotel de l’Artista, un autèntic centre de creativitat a la Mallorca d’aquells anys.
Gràcies a la col·laboració d’artistes com Bartomeu Calatayud Cerdà i Josep Coll Bardolet, el Parado de Valldemossa va tenir un paper clau en la preservació i difusió del folklore mallorquí. Aquesta tasca, desenvolupada conjuntament amb altres agrupacions comAires de Muntanya de Selva, també va estimular la creació de grups similars arreu de l’illa.
A partir de 1945, el Parado es va establir com a part de la vida cultural de Valldemossa, amb actuacions setmanals els dilluns i dijous al Palau del Rei Sanxo. El 2004, aquestes representacions es van traslladar al Centre Cultural Costa Nord de la mateixa població. Des de l’abril de 2011, el Parado celebra els seus balls a la Fundació Cultural Coll Bardolet.

## El Parado de Valldemossa
La més coneguda tonada valldemossina diu així:
Ses al·lotes no em volen

perquè som pillo.

Perquè som pillo

i perquè ses al·lotes

no em volen,

perquè som pillo

perquè les rob

ses agulles des rebosillo.

Porque me paro me llaman

me llaman el parado, 

porque me paro

me llaman el parado

porque me paro.
És un ball antic que ve d'una dansa de cort anomenada Branda. A la cort de Pere el Cerimoniós al voltant de 1350 ja està documentat que ballaven "la branda de l'atxa". Les brandes varen estar molt en voga des del començament del segle XVI fins a la fi del XVII. Es balla a Valldemossa des de temps immemorial. Segons certes versions, va ser Santiago Rusiñol que va residir a la vila el 1893, que va demanar com es deia aquest ball, i li digueren "El Parado de Valldemossa",i d'aquí sembla que li ve aquest nom, si bé sembla que tal denominació podria ser ja anterior. Els balladors fan uns moviments de braços i cames d'obrir i tancar, és a dir branden cames i braços, mentre fan tres punts simples laterals cap a un costat i després cap a l'altre. En francès es diu branle.

## Discografia
- Mallorca y su música. Parado de Valldemossa (1960), Belter (Barcelona), LP.
- Mallorca canta y baila (1963), Belter (Barcelona), Ref. 50.918, EP.
- Els Valldemossa canten el folklore de Mallorca (1972), Belter (Barcelona), Ref. 22.660
- Valldemossa i la seva música (1995), Ona Digital (Bunyola, Mallorca), Ref. OD CD-35.
- Melodies i danses de Mallorca (1998), Ona Digital (Bunyola, Mallorca), Ref. OD CD-93.